# Layana
Layana település Spanyolországban,  Zaragoza tartományban. Layana Sádaba és Uncastillo községekkel határos. Lakosainak száma 98 fő (2024).

## Népesség
A település népessége az utóbbi években az alábbiak szerint változott:
| Lakosok száma | 141  | 120  | 116  | 111  | 127  | 119  | 105  | 97   | 96   | 98   |
|               | 2001 | 2004 | 2007 | 2009 | 2012 | 2014 | 2017 | 2019 | 2022 | 2024 |